# 李宇翔
李宇翔（1992年6月4日—），臺灣政治人物，為民主進步黨籍，現任新北市議員，曾任新北市黨部執行委員，2020年新北市小英青年後援會會長，立法委員趙天麟國會辦公室副執行長，新北市議員何博文辦公室主任，新北市議員鍾宏仁辦公室副主任。2022年代表民進黨參選新北市第二選區（五股、泰山、林口）議員，最終以23,558票順利當選。

## 早年及教育
李宇翔出生於臺北縣新莊市（現新北市新莊區）。畢業於國立新莊高中、東吳大學社會學系、國立政治大學東亞研究所畢業，並取得法學碩士學位。於2024年5月錄取國立臺灣大學農業經濟學系碩士在職專班，目前攻讀第二個碩士學位中。

## 參政
2020年組織新北市小英青年後援會，並擔任會長一職。2021年9月17日，宣布投入2022年新北市第二選區（五股、泰山、林口）議員選舉，爭取民進黨議員初選，並於當年度5月4日正式獲民進黨提名參選2022年新北市第四屆議員選舉。並在年底的九合一大選成功當選。
2024年11月8日，李宇翔於網路上披露勞動部公務員霸凌輕生案，事件引發網路上譁然，後於11月11日召開記者會爆料，使整起事件得到社會廣泛討論，後續更引起政府各部門連鎖性的反霸凌吹哨風暴。

## 選舉紀錄
| 年度 | 選舉屆數             | 選舉區           | 所屬政黨   | 得票數 | 得票率 | 當選標記 | 備註 |
| ---- | -------------------- | ---------------- | ---------- | ------ | ------ | -------- | ---- |
| 2022 | 第四屆新北市議員選舉 | 新北市第二選舉區 | 民主進步黨 | 23,558 | 18.93% |          |      |

## 外部連結
- 李宇翔的Facebook專頁
- 李宇翔的Instagram帳戶